# Beagle B.206
Beagle B.206 je bilo sedemsedežno dvomotorno propelersko letalo, ki ga je zasnoval Beagle Aircraft Limited. B.206 je povsem kovinske konstrukcije in ima nizkonameščeno kantilever krilo. Poganjata ga dva 6-valjna protibatna motorja Continental. 

## Specifications (B.206 Series 2)
Podatki iz British Civil Aircraft since 1919: Volume I; Jackson 1974, p.200
Splošne karakteristike
- Dolžina: 33ft 8in (10,26 m)
- Razpon kril: 45 ft 9½ in (13,96 m)
- Višina: 11 ft 4 in (3,45 m)
- Površina kril: 214 ft² (19,88 m²)
- Teža praznega letala: 4800 lb (2177 kg)
- Maks. vzletna teža: 7499 lb (3401 kg)
- Pogon letala: 2 ×  6-valjni protibatni motor Rolls-Royce Continental GTSIO-520-C, 340 KM (254 kW)  vsak

 Zmogljivost 
- Maks. hitrost: 258 mph (224 vozlov, 415 km/h)
- Potovalna hitrost: 218 mph (190 vozlov, 351 km/h)
- Doseg: 1620 milj (1409 nmi, 2608 km)
- Višina leta: 27100 ft (8260 m)
- Hitrost vzpenjanja: 1340 ft/min (6,81 m/s)